# Europamästerskapen i brottning 2025
Europamästerskapen i brottning 2025 hölls mellan den 7 och 13 april 2025 i X-Bionic Sphere i Bratislava i Slovakien. Det var den 76:e upplagan av europamästerskapen i brottning.

## Medaljörer

### Fristil, herrar
| Gren   | Guld                                                    | Silver                                                             | Brons                                                     |
| 57 kg  | Natjyn Mongusj · Internationella brottningsförbundet    | Azamat Tuskajev · Serbien                                          | Aryjan Tiutrin · Internationella brottningsförbundet      |
| 57 kg  | Natjyn Mongusj · Internationella brottningsförbundet    | Azamat Tuskajev · Serbien                                          | Islam Bazarganov · Azerbajdzjan                           |
| 61 kg  | Zaur Ugujev · Internationella brottningsförbundet       | Arsen Harutiunjan · Armenien                                       | Zelimchan Abakarov · Albanien                             |
| 61 kg  | Zaur Ugujev · Internationella brottningsförbundet       | Arsen Harutiunjan · Armenien                                       | Andrij Dzjelep · Ukraina                                  |
| 65 kg  | Ibragim Ibragimov · Internationella brottningsförbundet | Khamzat Arsamerzouev · Frankrike                                   | Vazgen Tevanjan · Armenien                                |
| 65 kg  | Ibragim Ibragimov · Internationella brottningsförbundet | Khamzat Arsamerzouev · Frankrike                                   | Äli Rähimzadä · Azerbajdzjan                              |
| 70 kg  | David Bajev · Internationella brottningsförbundet       | Arman Andreasian · Armenien                                        | Akaki Kemertelidze · Georgien                             |
| 70 kg  | David Bajev · Internationella brottningsförbundet       | Arman Andreasian · Armenien                                        | Känan Heybätov · Azerbajdzjan                             |
| 74 kg  | Tjermen Valijev · Albanien                              | Zaurbek Sidakov · Internationella brottningsförbundet              | Ağanäzär Novruzov · Azerbajdzjan                          |
| 74 kg  | Tjermen Valijev · Albanien                              | Zaurbek Sidakov · Internationella brottningsförbundet              | Tajmuraz Salkazanov · Slovakien                           |
| 79 kg  | Achmed Usmanov · Internationella brottningsförbundet    | Zelimkhan Khadjiev · Frankrike                                     | Achsarbek Gulajev · Slovakien                             |
| 79 kg  | Achmed Usmanov · Internationella brottningsförbundet    | Zelimkhan Khadjiev · Frankrike                                     | Vladimeri Gamkrelidze · Georgien                          |
| 86 kg  | Magomed Ramazanov · Bulgarien                           | Mahamedchabib Kadzimahamedaŭ · Internationella brottningsförbundet | Osman Göçen · Turkiet                                     |
| 86 kg  | Magomed Ramazanov · Bulgarien                           | Mahamedchabib Kadzimahamedaŭ · Internationella brottningsförbundet | Artur Najfonov · Internationella brottningsförbundet      |
| 92 kg  | Dauren Kuruglijev · Grekland                            | Osman Nurmähämmädov · Azerbajdzjan                                 | Miriani Maisuradze · Georgien                             |
| 92 kg  | Dauren Kuruglijev · Grekland                            | Osman Nurmähämmädov · Azerbajdzjan                                 | Feyzullah Aktürk · Turkiet                                |
| 97 kg  | Givi Matjarasjvili · Georgien                           | Magomed Kurbanov · Internationella brottningsförbundet             | Richárd Végh · Ungern                                     |
| 97 kg  | Givi Matjarasjvili · Georgien                           | Magomed Kurbanov · Internationella brottningsförbundet             | Batyrbek Tsakulov · Slovakien                             |
| 125 kg | Giorgi Meshvildishvili · Azerbajdzjan                   | Solomon Manashvili · Georgien                                      | Dzianis Khramiankou · Internationella brottningsförbundet |
| 125 kg | Giorgi Meshvildishvili · Azerbajdzjan                   | Solomon Manashvili · Georgien                                      | Kamil Kościółek · Polen                                   |

### Grekisk-romersk stil, herrar
| Gren   | Guld                                                   | Silver                        | Brons                                                 |
| 55 kg  | Emin Sefersjajev · Internationella brottningsförbundet | Eldäniz Äzizli · Azerbajdzjan | Vachtang Lolua · Georgien                             |
| 55 kg  | Emin Sefersjajev · Internationella brottningsförbundet | Eldäniz Äzizli · Azerbajdzjan | Artiom Deleanu · Moldavien                            |
| 60 kg  | Nihat Mämmädli · Azerbajdzjan                          | Georgij Tibilov · Serbien     | Sadyk Lalajev · Internationella brottningsförbundet   |
| 60 kg  | Nihat Mämmädli · Azerbajdzjan                          | Georgij Tibilov · Serbien     | Victor Ciobanu · Moldavien                            |
| 63 kg  | Kerem Kamal · Turkiet                                  | Karen Aslanjan · Armenien     | Mairbek Salimov · Polen                               |
| 63 kg  | Kerem Kamal · Turkiet                                  | Karen Aslanjan · Armenien     | Vitalie Eriomenco · Moldavien                         |
| 67 kg  | Häsrät Cäfärov · Azerbajdzjan                          | Abu-Muslim Amajev · Bulgarien | Arslanbek Salimov · Polen                             |
| 67 kg  | Häsrät Cäfärov · Azerbajdzjan                          | Abu-Muslim Amajev · Bulgarien | Dzjoni Chetsuriani · Georgien                         |
| 72 kg  | Levente Lévai · Ungern                                 | Delad guldmedalj              | Ülvü Qänizadä · Azerbajdzjan                          |
| 72 kg  | Ibrahim Ghanem · Frankrike                             | Delad guldmedalj              | Mehmet Şahin · Turkiet                                |
| 77 kg  | Malchas Amojan · Armenien                              | Ramaz Zoidze · Georgien       | Ahmet Yılmaz · Turkiet                                |
| 77 kg  | Malchas Amojan · Armenien                              | Ramaz Zoidze · Georgien       | Alexandru Solovei · Moldavien                         |
| 82 kg  | Qurban Qurbanov · Azerbajdzjan                         | Erik Szilvássy · Ungern       | Burhan Akbudak · Turkiet                              |
| 82 kg  | Qurban Qurbanov · Azerbajdzjan                         | Erik Szilvássy · Ungern       | Gela Bolkvadze · Georgien                             |
| 87 kg  | Dávid Losonczi · Ungern                                | Semen Novikov · Bulgarien     | Islam Abbasov · Azerbajdzjan                          |
| 87 kg  | Dávid Losonczi · Ungern                                | Semen Novikov · Bulgarien     | Aleksandr Komarov · Serbien                           |
| 97 kg  | Kiril Milov · Bulgarien                                | Lucas Lazogianis · Tyskland   | Alex Szőke · Ungern                                   |
| 97 kg  | Kiril Milov · Bulgarien                                | Lucas Lazogianis · Tyskland   | Kiryl Maskevitj · Internationella brottningsförbundet |
| 130 kg | Sergej Semenov · Internationella brottningsförbundet   | Hamza Bakır · Turkiet         | Dáriusz Vitek · Ungern                                |
| 130 kg | Sergej Semenov · Internationella brottningsförbundet   | Hamza Bakır · Turkiet         | Jello Krahmer · Tyskland                              |

### Fristil, damer
| Gren  | Guld                                                         | Silver                        | Brons                                                       |
| 50 kg | Oksana Livatj · Ukraina                                      | Evin Demirhan Yavuz · Turkiet | Nadezjda Sokolova · Internationella brottningsförbundet     |
| 50 kg | Oksana Livatj · Ukraina                                      | Evin Demirhan Yavuz · Turkiet | Natallja Varakina · Internationella brottningsförbundet     |
| 53 kg | Maria Prevolaraki · Grekland                                 | Andreea Ana · Rumänien        | Natalja Malysjeva · Internationella brottningsförbundet     |
| 53 kg | Maria Prevolaraki · Grekland                                 | Andreea Ana · Rumänien        | Zeynep Yetgil · Turkiet                                     |
| 55 kg | Jekaterina Verbina · Internationella brottningsförbundet     | Tatiana Debien · Frankrike    | Mariana Drăguțan · Moldavien                                |
| 55 kg | Jekaterina Verbina · Internationella brottningsförbundet     | Tatiana Debien · Frankrike    | Oleksandra Chomenets · Ukraina                              |
| 57 kg | Olga Chorosjavtseva · Internationella brottningsförbundet    | Elvira Kamaloğlu · Turkiet    | Solomija Vynnyk · Ukraina                                   |
| 57 kg | Olga Chorosjavtseva · Internationella brottningsförbundet    | Elvira Kamaloğlu · Turkiet    | Jalä Äliyeva · Azerbajdzjan                                 |
| 59 kg | Anastasija Sidelnikova · Internationella brottningsförbundet | Bediha Gün · Turkiet          | Alina Filipovytj · Ukraina                                  |
| 59 kg | Anastasija Sidelnikova · Internationella brottningsförbundet | Bediha Gün · Turkiet          | Aurora Russo · Italien                                      |
| 62 kg | Iryna Bondar · Ukraina                                       | Johanna Lindborg · Sverige    | Biljana Dudova · Bulgarien                                  |
| 62 kg | Iryna Bondar · Ukraina                                       | Johanna Lindborg · Sverige    | Luisa Niemesch · Tyskland                                   |
| 65 kg | Grace Bullen · Norge                                         | Irina Rîngaci · Moldavien     | Dinara Kudajeva · Internationella brottningsförbundet       |
| 65 kg | Grace Bullen · Norge                                         | Irina Rîngaci · Moldavien     | Iryna Koljadenko · Ukraina                                  |
| 68 kg | Alina Sjaŭtjuk · Internationella brottningsförbundet         | Kateryna Zelenykh · Rumänien  | Buse Tosun Çavuşoğlu · Turkiet                              |
| 68 kg | Alina Sjaŭtjuk · Internationella brottningsförbundet         | Kateryna Zelenykh · Rumänien  | Adéla Hanzlíčková · Tjeckien                                |
| 72 kg | Alla Belinska · Ukraina                                      | Nesrin Baş · Turkiet          | Alexandra Anghel · Rumänien                                 |
| 72 kg | Alla Belinska · Ukraina                                      | Nesrin Baş · Turkiet          | Pauline Lecarpentier · Frankrike                            |
| 76 kg | Anastasija Alpjejeva · Ukraina                               | Yasemin Adar Yiğit · Turkiet  | Martina Kuenz · Österrike                                   |
| 76 kg | Anastasija Alpjejeva · Ukraina                               | Yasemin Adar Yiğit · Turkiet  | Anastasija Zimjankova · Internationella brottningsförbundet |

## Medaljtabell
*   Värdland ( Slovakien)
| Nr                   | Nation                              | Guld | Silver | Brons | Totalt |
| -------------------- | ----------------------------------- | ---- | ------ | ----- | ------ |
| –                    | Internationella brottningsförbundet | 11   | 3      | 10    | 24     |
| 1                    | Azerbajdzjan                        | 4    | 2      | 7     | 13     |
| 2                    | Ukraina                             | 4    | 0      | 5     | 9      |
| 3                    | Bulgarien                           | 2    | 2      | 1     | 5      |
| 4                    | Ungern                              | 2    | 1      | 3     | 6      |
| 5                    | Grekland                            | 2    | 0      | 0     | 2      |
| 6                    | Turkiet                             | 1    | 6      | 7     | 14     |
| 7                    | Armenien                            | 1    | 3      | 1     | 5      |
| 7                    | Frankrike                           | 1    | 3      | 1     | 5      |
| 9                    | Georgien                            | 1    | 2      | 6     | 9      |
| 10                   | Albanien                            | 1    | 0      | 1     | 2      |
| 11                   | Norge                               | 1    | 0      | 0     | 1      |
| 12                   | Rumänien                            | 0    | 2      | 1     | 3      |
| 12                   | Serbien                             | 0    | 2      | 1     | 3      |
| 14                   | Moldavien                           | 0    | 1      | 5     | 6      |
| 15                   | Tyskland                            | 0    | 1      | 2     | 3      |
| 16                   | Sverige                             | 0    | 1      | 0     | 1      |
| 17                   | Polen                               | 0    | 0      | 3     | 3      |
| 17                   | Slovakien*                          | 0    | 0      | 3     | 3      |
| 19                   | Italien                             | 0    | 0      | 1     | 1      |
| 19                   | Tjeckien                            | 0    | 0      | 1     | 1      |
| 19                   | Österrike                           | 0    | 0      | 1     | 1      |
| Totalt (21 nationer) | Totalt (21 nationer)                | 31   | 29     | 60    | 120    |